# بلوک سیلندر

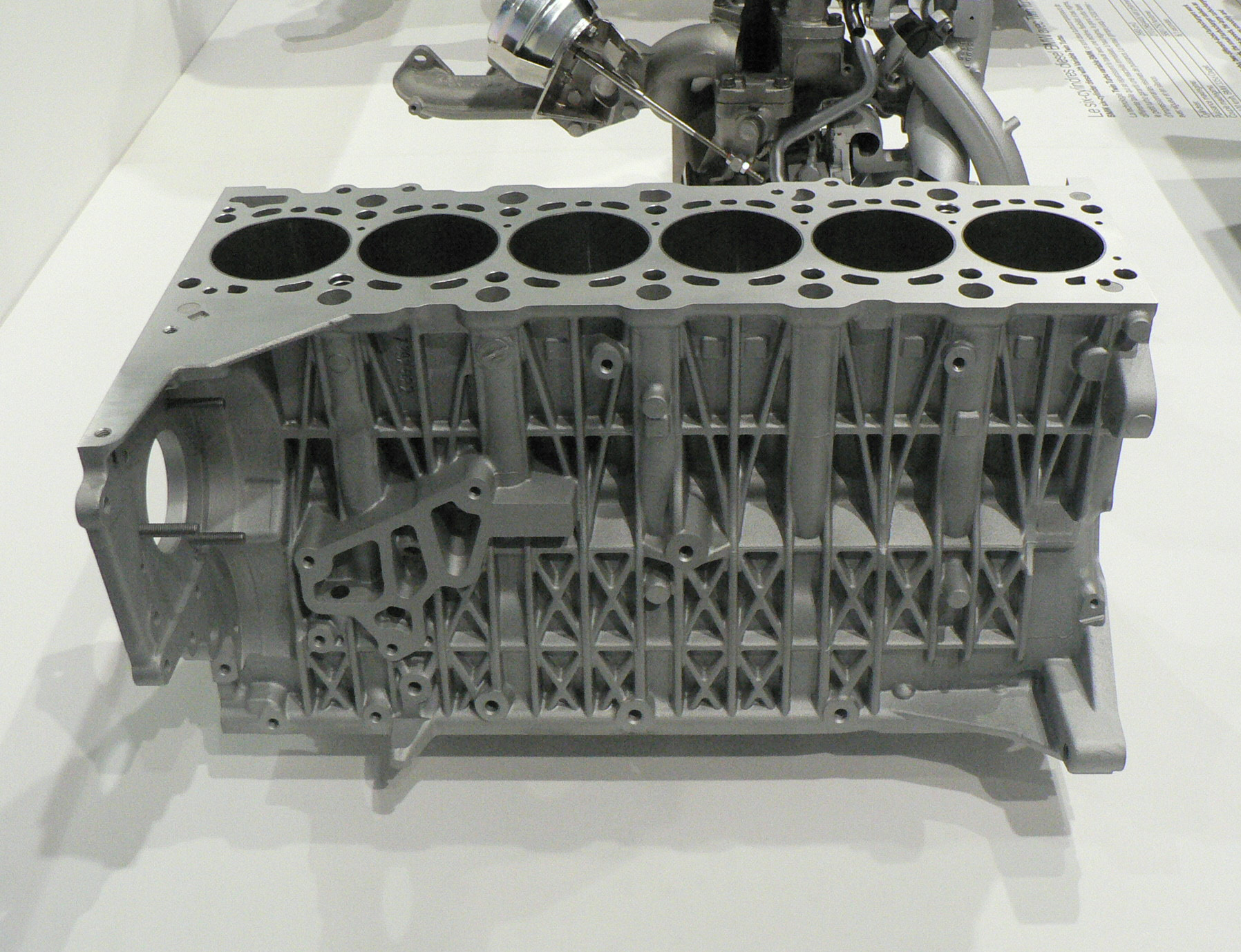
یک ساختار بلوک سیلندر در موتور ۶ سیلندر مدرن.

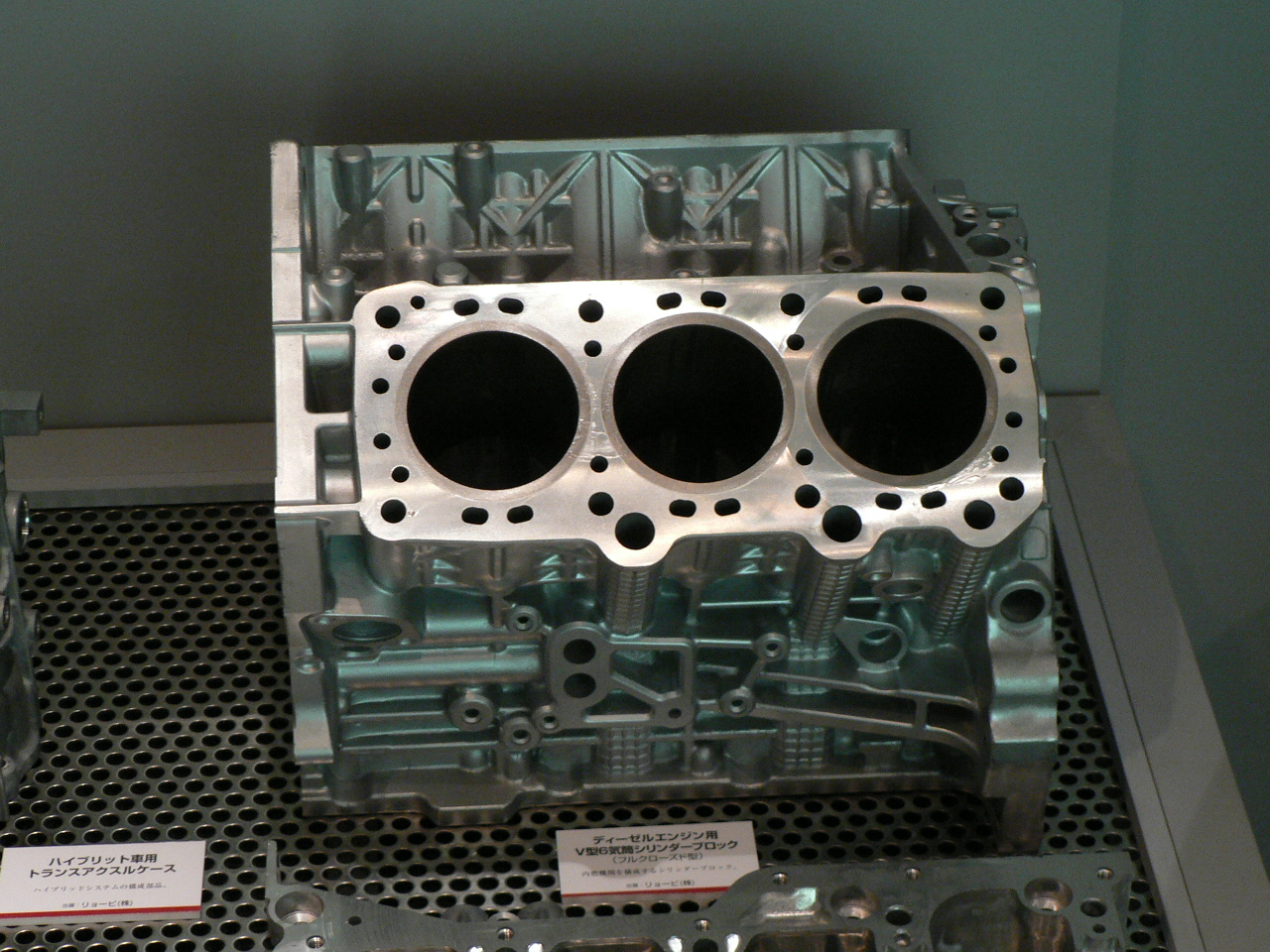
بلوک سیلندر یک موتور دیزل V6 مدرن. سوراخ‌های بزرگ سیلندرها بوده، و سوراخ‌های بیضی کوچک مسیرهای روغن یا مایع خنک‌کننده هستند.

بلوک سیلندر (به فرانسوی: Bloc-cylindres) یا بلوک موتور (به فرانسوی: Bloc-moteur) (به انگلیسی: Engine block) ساختاری است که شامل سیلندرها و قطعات دیگر در یک پیشرانه درون‌سوز است. در خودروهای قدیمی تنها از بلوک سیلندر تشکیل شده بود که یک میل‌لنگ جداگانه به آن وصل شده بود. اما در خودروهای امروزی بلوک‌های موتور اغلب شامل عناصری مانند قطعات سردکننده و مخزن‌های روغن می‌شوند.

## تعریف و ساختار
بلوک سیلندر، قطعه‌ای مستحکم از جنس چدن یا آلومینیوم است که سیلندرها را در خود جای داده است. سیلندرها، حفره‌های توخالی هستند که پیستون‌ها در آن‌ها به بالا و پایین حرکت می‌کنند. بلوک سیلندر، پایه‌ای برای نصب سایر اجزای پیشرانه مانند میل‌لنگ، سرسیلندر، پمپ آب و سامانه روغن‌کاری نیز فراهم می‌کند.

### وظایف
بلوک سیلندر وظایف متعددی را در موتور خودرو بر عهده دارد:
- ایجاد تکیه‌گاه: بلوک سیلندر، محل نصب و اتصال قطعات مهم موتور است. این امر، انسجام و هماهنگی عملکرد موتور را تضمین می‌کند.
- کنترل دما: بلوک سیلندر دارای مجاری آب است که مایع خنک‌کننده از آن‌ها عبور می‌کند. این مایع، گرمای حاصل از احتراق را جذب کرده و به رادیاتور منتقل می‌کند.
- روان‌کاری: بلوک سیلندر، محل عبور روغن موتور است که قطعات متحرک را روان کرده و از ساییدگی آن‌ها جلوگیری می‌کند.
- تحمل فشار: بلوک سیلندر در معرض فشار و دمای بسیار بالایی ناشی از احتراق درون سیلندرها قرار دارد. جنس مستحکم این قطعه، باعث تحمل این فشار و لرزش‌ها می‌شود.

### اجزا
بلوک سیلندر از اجزای مختلفی تشکیل شده‌است:
- سیلندر: استوانه‌های توخالی که پیستون‌ها در آن‌ها حرکت می‌کنند.
- پیستون: قطعه‌ای استوانه‌ای‌شکل که درون سیلندر حرکت کرده و نیروی حاصل از احتراق را به میل‌لنگ منتقل می‌کند.
- میل‌لنگ: محور اصلی پیشرانه که حرکت خطی پیستون‌ها را به حرکت چرخشی تبدیل می‌کند.
- مجاری آب: کانال‌هایی درون بلوک که مایع خنک‌کننده از آن‌ها عبور می‌کند.
- مجاری روغن: کانال‌هایی برای جریان روغن موتور جهت روان‌کاری قطعات متحرک.
- حفره‌های مربوط به پیچ‌ها: برای اتصال سرسیلندر، چندراهه و سایر اجزا به بلوک سیلندر.

### انواع
بلوک سیلندرها بر اساس جنس و تعداد سیلندرها به انواع مختلفی تقسیم می‌شوند:

#### جنس
- چدن: رایج‌ترین جنس به‌کار رفته در بلوک سیلندر به دلیل استحکام و مقاومت بالا در برابر حرارت و فشار
- آلومینیوم: وزن سبک‌تر و قابلیت انتقال حرارت بهتر، اما قیمت و پیچیدگی تولید بیشتر

#### تعداد سیلندرها
- 3 تا 4 سیلندر: موتورهای کم‌مصرف
- 6 تا 8 سیلندر: موتورهای قدرتمندتر
- 10 تا 12 سیلندر: موتورهای بسیار قدرتمند و پرهزینه

### نحوه‌ی ساخت
ساخت بلوک سیلندر، فرآیندی پیچیده و دقیق است. دو روش اصلی برای تولید این قطعه وجود دارد که در هنگام خرید بلوک سیلندر یا تعویض آن باید به آن‌ها توجه کنید:
- ریخته‌گری:
  - ریخته‌گری چدن: چدن مذاب داغ درون قالبی ریخته می‌شود و پس از سرد شدن، بلوک سیلندر شکل می‌گیرد.
  - ریخته‌گری آلومینیوم: فرآیندی مشابه با ریخته‌گری چدن، اما با استفاده از آلومینیوم مذاب
- ماشین‌کاری: پس از ریخته‌گری، بلوک سیلندر با دقت بالایی ماشینکاری می‌شود تا به ابعاد و تلورانس‌های دقیق مورد نیاز برسد.